# Gene knockdown
Gene knockdown, in italiano knockdown genico, è una tecnica sperimentale attraverso la quale l'espressione di uno o più geni di un organismo viene ridotta. Tale riduzione può avvenire attraverso ingegneria genetica o attraverso trattamento con un reagente, come un corto oligonucleotide (DNA o RNA) la cui sequenza è complementare al gene o all'mRNA target.

## Knockdown transiente
Se la modifica al DNA avviene correttamente, il risultato è detto "organismo knockdown". Se il cambiamento nell'espressione genica è causato da un oligonucleotide che si lega ad un mRNA, o temporaneamente ad un gene, esso porta ad un cambiamento temporaneo dell'espressione genica che non modifica il DNA cromosomiale, ed il risultato è detto "Knockdown transiente".
In un "Knockdown transiente", il legame dell'oligonucleotide al gene attivo o al suo trascritto causa una diminuita espressione attraverso una varietà di processi. Suddetto legame provoca il knockdown sia attraverso il blocco della trascrizione (se il legame avviene con il gene), la degradazione dell'mRNA (tramite siRNA o RNasi-H antisenso dipendente), sia attraverso il blocco della traduzione, dello splicing, sia attraverso siti di taglio delle nucleasi, usati per la maturazione di altri RNA funzionali, inclusi i miRNA (Morpholino o altre RNasi-H antisenso dipendenti).

## RNA interference
L'RNA interference(RNAi) è un metodo di silenziamento genico tramite la degradazione dell'mRNA. Il Knockdown Genico tramite questo metodo è ottenuto introducendo piccoli RNA interferenti a doppio filamento (siRNA) nel citoplasma. I siRNA possono avere origine all'interno della cellula o essere introdotti esogenicamente all'interno della stessa. Una volta all'interno della cellula, i siRNA esogeni vengono processati dal complesso silenziatore RNA-indotto (RISC). Il siRNA è complementare all'mRNA target da silenziare, e RISC usa il siRNA come stampo per localizzare l'mRNA target. Una volta localizzato l'mRNA target, una ribonucleasi taglia l'mRNA.
La RNAi è largamente usata come tecnica di laboratorio per eseguire analisi genetiche funzionali. In organismi quali C. elegans e Drosophila Melanogaster forniscono un metodo veloce ed economico per investigare la funzione di un gene. Nella ricerca su C. Elegans, la disponibilità di strumenti quali Ahringer RNAi Library, danno ai laboratori un modo per testare molti geni in una varietà di esperimenti. Conoscenze acquisite tramite esperimenti con l'RNAi possono risultare utili nell'identificare possibili target terapeutici, sviluppo di farmaci, o altre applicazioni.